# Žuravuška
Žuravuška (Журавушка) è un film del 1968 diretto da Nikolaj Ivanovič Moskalenko.

## Riconoscimenti
- 1969 – Festival di San Sebastián
  - Concha de Plata alla migliore attrice a Ljudmila Čursina